# غاري بوند
غاري بوند (بالإنجليزية: Gary Bond)‏ هو ممثل بريطاني، ولد في 7 فبراير 1940 في المملكة المتحدة، وتوفي بنفس المكان في 12 أكتوبر 1995.

## وصلات خارجية
- غاري بوند على موقع IMDb (الإنجليزية)
- غاري بوند على موقع ألو سيني (الفرنسية)
- غاري بوند على موقع ميوزك برينز (الإنجليزية)
- غاري بوند على موقع أول موفي (الإنجليزية)
- غاري بوند على موقع قاعدة بيانات برودواي على الإنترنت (الإنجليزية)
- غاري بوند على موقع قاعدة بيانات الأفلام السويدية (السويدية)
- غاري بوند على موقع إن إن دي بي (الإنجليزية)
- غاري بوند على موقع ديسكوغز (الإنجليزية)
- غاري بوند على موقع قاعدة بيانات الفيلم (الإنجليزية)
- غاري بوند على موقع كينوبويسك (الروسية)